# 藤倉化成
藤倉化成株式会社（ふじくら・かせい）は、フジクラ（旧：藤倉電線株式会社）系のアクリル樹脂派生製品の4事業を柱とする、プラスチックコーティング材大手の化学企業である。

## 概要
藤倉化成は、コーティング・建材塗装・電子材料・化成品の4事業を柱として展開する化学工業メーカーである。資本的には株式会社フジクラを頂点とするフジクラグループの一員で、藤倉コンポジットとは兄弟会社である。自動車・電子・建築に主要顧客を持つ。
コーティング事業部：コーティング事業部はあらゆる分野に対応した意匠性及び機能性に優れたコーティング材を提供している。国内外自動車メーカーのヘッドランプ用ハードコートや内装プラスチック部品、国内化粧品メーカーの容器などにコーティング材が採用されている。またGSIクレオス社の販売するプラモデル用塗料の共同開発パートナーでもある。
塗料事業部：戸建て住宅向け建築用塗料を軸に展開している。各メーカー様向けにカスタマイズした専用塗料塗装仕様で高耐久、機能性、意匠性などの価値を提供する。施工まで見通した材料開発と材料を熟知した施工の両側面から製品設計を行っている。
電子材料事業部：1957年に日本電信電話公社（現NTT）通信研究所との共同開発で日本で初めて導電性樹脂材料(ドータイト®)の工業化に成功した。「次世代自動車産業」「情報通信産業」「ヘルスケア産業」を重点フィールドとし事業展開を進めている。センサ部品の搭載数増加対応として導電性高分子を用いたコンデンサの導電性接着剤、高速通信・インフラ設備向けの高導電シールド製品の開発を行う。一部商品についてはAMAZONにて購入可能。
化成品事業部：アクリベースという商標名で、アクリル樹脂が有機ガラスといわれた時代からポリマー・樹脂技術を基に事業を展開しており、この基幹技術を更に発展させ工業用粘着剤、電子部品用材料、電子写真材料などを様々な分野に機能性樹脂を提供している。その他にメディカル材料としてHbA1c濃度を測定する体外診断薬や、体外診断薬用のラテックス粒子も製造販売している。

## 沿革
- 1938年9月 - 藤倉工業株式会社（現・藤倉コンポジット株式会社）および藤倉電線株式会社（現・株式会社フジクラ）から分離独立し、藤倉化学工業株式会社を設立。航空機用風防ガラス（メチルメタクリレート）、航空機用塗料などを主に生産。
- 1943年9月 - 片岡塗料株式会社を吸収合併し、一般塗料の生産および販売の体制を拡充強化。大島工場を設立。（1945年3月同工場閉鎖）
- 1945年10月 - 藤化成株式会社に商号を変更。
- 1957年9月 - 日本電信電話公社（現・NTT）通信研究所との共同開発による導電性ペースト“ドータイト®”を発売。
- 1958年12月 - 藤倉化成株式会社に商号を変更。
- 1962年8月 - 東京証券市場第2部に上場。
- 1964年11月 - 岡本化成㈱と資本提携、岡本化成㈱は商号を関西藤倉ペイント㈱に変更。
- 1971年1月 - 栃木県に佐野事業所を新設し、1973年12月までに東京都板橋区の工場を移転。
- 1971年8月 - 藤倉化成㈱九州営業所を分社し、九州化成品㈱を設立。
- 1972年2月 - 米国レッドスポット社と、プラスチック用塗料、コーティング材の分野で技術提携。
- 1973年5月 - 米国プラスタロイ社と水系弾性塗料の分野で技術提携。
- 1973年5月 - 東京板橋工場より佐野事業所への生産部門の全面移転完了。
- 1973年6月 - 事業目的に不動産の売買、賃貸借、管理、仲介及び開発を追加。
- 1973年9月 - 藤光樹脂㈱と資本提携。
- 1973年10月 - 西独ウェバー・ヘミー社とナフサ可溶型外壁塗料の分野で技術提携。
- 1974年2月 - 日綿実業株式会社と共に、米国レイコ社とコンクリート表面処理剤の分野で技術提携。
- 1974年4月 - 英国ハーコ・コスミック社と水系多彩模様塗料の分野で技術提携。
- 1974年11月 - 中京地区に名古屋営業所、調色工場を建設。
- 1975年6月 - 佐野事業所に水系塗料工場を新設。操業を開始。
- 1979年3月 - 本社事務所として、管理部門及び東京営業所を港区芝公園に集約移転。
- 1981年6月 - 仏国ファーカス社へスパッター用コーティング材の分野で技術供与。
- 1981年8月 - 米国インペリアル社とエネルギープラント関連コーティング材の分野で事業提携。
- 1981年11月 - 佐野事業所に技術研究所を新設。
- 1982年7月 - 事業目的に電子、電気機械器具部品の製造及び販売を追加。
- 1984年5月 - 九州化成品㈱は商号をフジケミカル㈱に変更。
- 1985年12月 - 米国ペンシルベニア州にポリトライボ・インコーポレイテッドを設立。
- 1986年7月 - 関西藤倉ペイント㈱は商号をフジケミ近畿㈱に変更。フジケミ東京㈱を設立。
- 1990年7月 - 埼玉県鷲宮町（現久喜市）に鷲宮事業所を新設。
- 1995年6月 - 佐野事業所第２工場を新設。
- 1995年7月 - シンガポール駐在員事務所を開設。
- 1996年5月 - シンガポール駐在員事務所を改組、FUJIKURA KASEI(SINGAPORE)PTE LTDを現地法人として設立。
- 1996年6月 - 埼玉県に開発研究所を新設し、東京都板橋区と栃木県に分散していた研究開発部門を同所に移転集約。
- 1997年6月 - バンコク駐在員事務所を開設。
- 1999年2月 - ISO9001認証取得。
- 1999年4月 - フジケミ東京㈱、フジケミ近畿㈱、フジケミカル㈱、藤光樹脂㈱、FUJIKURA KASEI(SINGAPORE)PTE LTDを子会社化（連結子会社）。
- 1999年6月 - ポリトライボ・インコーポレイテッドを子会社化（連結子会社）。
- 2000年4月 - 米国レッドスポット社、英国ソネボーンアンドリーク社と3社でのプラスチック用コーティング分野において包括的三極グローバルネットワーク事業提携。
- 2000年11月 - ISO14001認証取得。
- 2001年3月 - 東京証券市場第1部に上場。
- 2002年3月 - ポリトライボ・インコーポレイテッドを営業終了、清算。
- 2002年4月 - バンコク駐在員事務所を改組、FUJIKURA KASEI(THAILAND)CO.,LTD.を現地法人として設立（子会社化）。
- 2002年10月 - 上海駐在員事務所を開設。
- 2004年7月 - 中国天津に藤倉化成塗料（天津）有限公司を現地法人として設立（子会社化）。
- 2004年12月 - OHSAS18001認証取得。
- 2005年7月 - 中国佛山に藤倉化成（佛山）塗料有限公司を現地法人として設立（子会社化）。
- 2007年2月 - 佐野事業所第３工場を新設。
- 2007年3月 - 名古屋営業所内に水系塗料工場を新設。
- 2007年4月 - FUJIKURA KASEI(THAILAND)CO.,LTD.を連結子会社化。
- 2008年2月 - FUJICHEM,INC.を設立（子会社化）
- 2008年4月 - 藤倉化成塗料（天津）有限公司を連結子会社化。
- 2008年5月 - 米国レッドスポット社を子会社化。
- 2008年6月 - FUJICHEM,INC.を連結子会社化。
- 2009年4月 - つくばバイオ研究所を開設。
- 2009年12月 - 中国上海に上海藤倉化成塗料有限公司を設立（子会社化）。
- 2010年4月 - 藤倉化成（佛山）塗料有限公司を連結子会社化。
- 2010年10月 - 英国ソネボーンアンドリーク社（現・フジケム ソネボーン社）を子会社化。
- 2010年11月 - インドにFUJIKURA KASEI COATING INDIA PRIVATE LIMITEDを現地法人として設立（子会社化）。
- 2011年4月 - Fujichem Sonneborn Ltdを連結子会社化。FUJIKURA KASEI(SINGAPORE)PTE LTDを営業終了、清算。
- 2012年4月 - 埼玉県久喜市に久喜物流センターを新設。
- 2013年4月 - 上海藤倉化成塗料有限公司を連結子会社化。
- 2013年9月 - マレーシアにFUJIKURA KASEI MALAYSIA SDN.BHD.を現地法人として設立（子会社化）。
- 2014年3月 - ベトナムにFUJIKURA KASEI VIETNAM CO., LTD.を現地法人として設立（子会社化）。
- 2016年4月 - FUJIKURA KASEI MALAYSIA SDN.BHD.を連結子会社化。
- 2019年6月 - 監査等委員会設置会社に移行。
- 2022年4月 - 東京証券取引所の市場区分の見直しにより、東京証券取引所の市場第一部からプライム市場に移行。
- 2023年10月 - 東京証券取引所スタンダード市場へ市場変更。

## 歴代社長
- （設立当初は会長・専務が代表者）
- 景山準吉　　1948年 - 1965年
- 松本栄　　　1965年 - 1975年
- 岡田元雄　　1975年 - 1987年
- 加太俊邦　　1987年 - 1992年
- 長谷川嘉昭　1992年 - 2005年
- 鷲野襄治　　2005年 - 2013年
- 加藤大輔　　2013年 - 2025年
- 栗原進　　　2025年 - 現在

## 拠点
- 本社事務所 - 東京都港区芝公園2-6-15 黒龍芝公園ビル
- 鷲宮事業所（開発研究所）- 埼玉県久喜市桜田5-13-1
- 久喜物流センター - 埼玉県久喜市高柳1205
- 佐野事業所第一工場 - 栃木県佐野市栄町12-1
- 佐野事業所第二工場 - 栃木県佐野市栄町14-2
- 佐野事業所第三工場 - 栃木県佐野市栄町13-5
- 名古屋事業所 - 愛知県東海市名和町三番割中3

グループ企業　※は連結対象
- ※フジケミ東京株式会社
- ※フジケミ近畿株式会社
- ※フジケミカル株式会社
- ※藤光樹脂株式会社
- ※レッドスポット社
- ※フジクラカセイタイランド
- ※上海藤倉化成塗料有限公司
- ※藤倉化成塗料（天津）有限公司
- ※藤倉化成（佛山）塗料有限公司
- ※フジケム　ソネボーン社
- ※上海藤光塑料有限公司
- ※香港藤光有限公司
- ※フジクラカセイマレーシア
- フジクラカセイコーティング・インディア社
- フジクラカセイベトナム
- フジクラカセイインドネシア
- 株式会社中京ペイントサービス